# سن-آلفونز-رودریگز، کبک
سن-آلفونز-رودریگز (به فرانسوی: Saint-Alphonse-Rodriguez) شهری در منطقه شهری ماتاوینی ناحیه لانودییر در استان کبک کانادا است. در سرشماری سال ۲۰۱۱ این شهر ۳٬۰۱۰ نفر جمعیت داشته‌است و مساحت آن ۱۰۱٫۳۷ کیلومتر مربع است.